# Коноплина, Юлия Леонидовна
Юлия Леонидовна Коноплина (род. 13 сентября 1989, Шевченко) — казахстанская спортсменка, выступающая в соревнованиях по вольной борьбе, самбо и дзюдо.
Родилась и выросла в Актау (Казахстан). В 5 лет родители Юлии отдали её в секцию гимнастики при местном Дворце пионеров, но в 1998 году из-за финансового кризиса занятия в ней прекратились. Позже мать записала Юлию на занятия танцами, однако ту больше интересовали тренировки по вольной борьбе, проходившие в соседнем зале, и она сбегала с танцев на эти тренировки. Тренеру удалось убедить мать девочки, и с 13 лет она стала регулярно заниматься вольной борьбой в спортивном зале «Сауле». Через год приняла участие в национальных соревнованиях, заняв на них второе место. К 17 годам получила предложение о переходе в спортивную школу ЦСКА (Алматы), однако получила травму и на время прекратила занятия спортом.
По настоянию родителей поступила в КазГАСА. В годы учёбы в академии посещала занятия самбо. Окончила вуз с красным дипломом инженера-технолога, после чего уехала в США, где осела в Лос-Анджелесе. Возобновила занятия самбо в клубе «Динамо» в районе Беверли-Хиллз под руководством тренера Бориса Брежнева, одновременно начала заниматься дзюдо.
Трижды подряд выигрывала открытые чемпионаты США по самбо и Панамериканский чемпионат по самбо. В турнирах по дзюдо добивалась успеха на местном уровне, в частности, победив в чемпионате Калифорнии. В 2014 году также выступала в качестве судьи. Получив предложение о присоединении к Ultimate Fighting Championship в планируемой весовой категории до 54 кг, вела переговоры с тренером Владимиром Золотарёвым (бывший тренер братьев Кличко), но в итоге от смешанных единоборств отказалась.